# Georges Gope-Fenepej
Georges Gope-Fenepej (Lifou, 23 de outubro de 1988) é um futebolista neocaledônio que atua como atacante.

## Carreira em clubes
Após ter defendido AS Kirkitr e AS Magenta em seu país, transferiu-se em junho de 2012 para o Troyes, que acabara de ser promovido para a Ligue 1.

## Seleção
Desde 2011, Gope-Fenepej defende a Seleção Neocaledônia de Futebol. Foram, ao todo, 18 partidas e 15 gols marcados.